# Marco Minghetti
Marco Minghetti (Bologna, 8 november 1818 – Rome, 10 december 1886) was een Italiaans econoom en staatsman.

## Levensloop
Hij werd geboren in Bologna, dat in 1818 behoorde tot de Kerkelijke Staat.
In 1846 ondertekende hij een petitie voor het Conclaaf om een liberale paus te verkiezen. Nadat de nieuwe paus, de liberaal Pius IX gekroond werd, werd Minghetti benoemd tot lid van de Staatsraad die belast werd met het voorbereiden van een grondwet voor de Kerkelijke Staat. Samen met Antonio Montanan en Rodolfo Audinot richtte hij in Bologna de krant "Il Felsineo" op. In de eerste constitutionele regering van de Kerkelijke Staat, onder leiding van kardinaal Giacomo Antonelli, werd hij minister van Openbare Werken. Nadat Pius IX zich in het openbaar had uitgesproken tegen een Italiaanse eenmaking, nam Minghetti echter ontslagen als minister en trad hij toe tot de generale staf van het leger van Piëmont-Sardinië. 
In september 1848 keerde hij terug naar Rome en nadat de regering van de Kerkelijke Staat viel na de moord op Pellegrino Rossi op 15 november 1848, weigerde Minghetti het aanbod om een regering te vormen. Vervolgens spendeerde hij de volgende acht jaren in werk en studie. In 1856 werd hij door Camillo Benso di Cavour naar Parijs gehaald om er een memorandum voor te bereiden om de regio Emilia-Romagna aan Piëmont-Sardinië toegevoegd te krijgen bij de vrede van Parijs om de Krimoorlog te beëindigen. Vervolgens werd hij in 1859 door Cavour benoemd tot secretaris-generaal van de Buitenlandse Dienst van Piëmont-Sardinië. In hetzelfde jaar werd hij verkozen tot voorzitter van het Parlement van Emilia-Romagna, nadat de regio de pauselijke heerschappij over hen verwierp en de annexatie met Piëmont-Sardinië voorbereidde.
Nadat Italië in 1861 was eengemaakt, werd hij benoemd tot minister van Binnenlandse Zaken. Hij nam echter kort na het overlijden van Cavour in mei 1861 ontslag. In 1862 werd hij door premier Luigi Carlo Farini benoemd tot minister van Financiën, waarna hij in 1863 Farini opvolgde als eerste minister. Met de hulp van Emilio Visconti-Venosta kon hij op 15 september 1864 bij de septemberconventie een akkoord sluiten met Frankrijk om Rome te veroveren en de toestemming van Frankrijk krijgen om de Italiaanse hoofdstad te verplaatsen van Turijn naar Florence. De conventie leidde echter tot gewelddadige oppositie in Turijn, waardoor Minghetti verplicht was om af te treden. Tot in 1869 oefende hij geen grote rol uit in de Italiaanse politiek en in 1869 werd hij minister van Landbouw in de regering van Federico Luigi Menabrea.
Als minister oefende hij zijn invloed uit tegen de Italiaans-Franse alliantie en zodat Italië direct Rome zou kunnen binnenvallen werd hij in 1870 door de regering onder leiding van Giovanni Lanza naar Londen en Wenen gestuurd om een alliantie met neutrale machten te verkrijgen in de periode dat de Frans-Duitse Oorlog uitbrak. In 1873 bracht hij de regering-Lanza ten val, waarna hij het premierschap overnam en ook minister van Financiën. Op 18 maart 1876 eindigde zijn premierschap.
Tijdens zijn tweede premierschap bereikte hij een toenadering tussen Italië, Duitsland en Oostenrijk en voerde hij de marine- en militaire administratie in. Als eerste Europees land kreeg Italië in 1874 een wettelijke regeling voor lijkverbranding. Hij slaagde er ook in (als minister van Financiën) om voor het eerst sinds 1860 de Italiaanse begroting op orde te hebben. 
Nadat links de macht overnam, zetelde Minghetti enkele jaren in de regering. In 1884 besloot hij echter de kant te kiezen van de liberalen onder leiding van Agostino Depretis om conservatieve steun te brengen aan de liberale kabinetten. Minghetti oefende echter geen ministerfuncties meer uit en overleed in 1886 in Rome.
Hij schreef ook meerdere economische werken.
- Bibsys: 90373152
- Bibliothèque nationale de France: cb12177531d (data)
- CiNii: DA03852936
- Gemeinsame Normdatei: 118855638
- International Standard Name Identifier: 0000 0000 8342 2225
- Library of Congress Control Number: n88003747
- Nationale Bibliotheek van Tsjechië: js2018989375
- Nationale Bibliotheek van Israël: 987007276470905171
- Nederlandse Thesaurus van Auteursnamen: 070795576
- Réseau des bibliothèques de Suisse occidentale: 02-A003597236
- Istituto Centrale per il Catalogo Unico: CFIV034086
- SNAC: w6vv24vt
- Système universitaire de documentation: 030339375
- Virtual International Authority File: 22184052
- WorldCat: E39PBJxhtFwFybB6hc3pw6mWXd